# Ayar

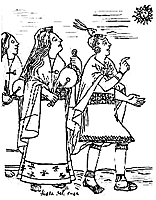
Ritratto di Ayar e Mama Ocllo, i fondatori dell'impero Inca

Per Ayar si intendono solitamente i fratelli dello stesso nome che hanno dato luogo alla leggenda omonima, assai diffusa nell'impero andino degli Inca.
I cronisti spagnoli che, subito dopo la conquista, interrogarono i nativi sulle loro origini hanno raccolto numerosi resoconti sulla storia dell'etnia dominante. La leggenda maggiormente diffusa, a parere di tutti gli scrittori iberici dell'epoca, era quella riferita ai fratelli Ayar e alle loro spose-sorelle. Quasi tutti gli autori hanno trascritto questi racconti con più o meno dovizia di particolari, ma uno solo ha lasciato un resoconto completo ed esaustivo. Si tratta di Pedro Sarmiento de Gamboa, l'eclettico scrittore della Historia indica da sempre apprezzata e stimata come una delle più incisive rappresentazioni dell'universo incaico prima dell'arrivo degli spagnoli.

## La leggenda secondo Sarmiento
A sei leghe dal Cuzco verso Sudest si trova un sito chiamato Pacaritambo (casa di produzione).
In questo sito vi è un colle detto Tambutoco (casa delle finestre), dotato di tre aperture che si chiamano Maras Toco e Sutic Toco, le due laterali, mentre quella centrale è detta Capac Toco che si traduce con finestra ricca perché guarnita di oro.
Dalle finestre laterali uscirono senza essere stati generati da padri naturali delle genti che presero rispettivamente i nomi di Sutic e di Maras e che successivamente avrebbero popolato il Cuzco.
Dalla finestra centrale uscirono otto fratelli, quattro uomini e quattro donne, generati dal dio Viracocha destinati ad essere signori di tutti gli altri e che per questo assunsero, in seguito, l'appellativo di Inca che, appunto, vuol dire signore. Essendo usciti dalla finestra Capac presero per soprannome quello del luogo di origine che vuol dire ricco, ma anche possente. Successivamente la composizione dei due termini resi con Qhapaq Inca avrebbe designato il signore assoluto.
I loro nomi erano quelli di Manco Capac, Ayar Auca, Ayar Cache (Cachi), Ayar Ucho (Uchu) per i maschi e quelli di Mama Ocllo, Mama Guaco, Mama Ipacura o Cura e la quarta Mama Raua per le femmine.
Gli otto fratelli, ritenendosi superiori alle altre genti, decisero di impadronirsi delle terre migliori e, per questo scopo, convinsero altri gruppi o ayllu ad accettarli come capi e a seguirli nella loro avventura. 
Gli ayllu che si posero sotto le loro insegne furono dieci. Chauin Cuzco, Arayraca Ayllo Cuzco Callan, Tarpuntay Ayllo, Guacaytaqui Ayllo e Señoc Ayllo costituirono la fratria dei futuri Hanan-Cuzco; Sutic-toco Ayllo, Maras Ayllo, Cuycusa Ayllo, Masca Ayllo e Oro Ayllo quella che sarebbe diventata la parte Hurin-Cuzco. Per inciso Hanan vuol dire "di sopra" e Hurin, per opposizione, "di sotto" e queste sarebbero state le due metà in cui sarebbe stato, in seguito, diviso il Cuzco.
Manco Cápac assunse il comando supremo ed esercitò il potere assieme al suo huauque, una sorta di controparte o fratello spirituale che avrebbe, da allora in poi, caratterizzato tutti i sovrani Inca. 
Quello di Manco era una specie di falcone, temuto da tutti, di nome Indi (Inti) che sarebbe stato tramandato ai suoi successori per poi sparire misteriosamente al tempo di Tupac Inca Yupanqui.
L'uccello Indi era in grado di rilasciare oracoli assai preziosi per Manco che, tramite lui, signoreggiava facilmente i suoi sudditi. L'oracolo alato stava racchiuso in una gabbia di paglia e nessuno si arrischiava a vederlo per tema della vita. Solo Mayta Capac, il quarto sovrano della dinastia ebbe l'ardire di interrogarlo e, si tramandava che fu proprio grazie ai suoi insegnamenti che divenne il più saggio degli uomini del suo tempo.
Tra i compiti che Viracocha aveva assegnato ai fratelli Ayar vi era quello di cercare delle terre fertili. A tale scopo Manco era stato dotato di una verga d'oro che serviva a saggiare il terreno in ricerca di una contrada adatta, Secondo gli insegnamenti della divinità egli e le sue genti si sarebbero fermati solo quando la verga d'oro sarebbe penetrata nel terreno con facilità.
Guanacancha fu la prima tappa e ivi Mama Ocllo restò incinta di Manco, ma il sito non era quello promesso e i futuri Inca proseguirono fino a giungere a Tamboquiro dove fecero una lunga sosta per permettere a Mama Ocllo di partorire un maschio cui fu imposto il nome di Sinchi Roca.
Frattanto Ayar Cache era divenuto inviso ai fratelli per i suoi atteggiamenti violenti. Era dotato di una forza immane ed era capace con un colpo di fionda di frantumare addirittura delle montagne. Gli ayllu che accompagnavano Manco erano preoccupati e intimoriti per queste sue prodezze e, presto, fu chiaro che avrebbero abbandonato la compagnia. Manco e i suoi fratelli decisero pertanto di sacrificare questo compagno selvaggio e brutale per il bene comune.
Con la scusa di recuperare degli oggetti d'oro dimenticati a Tambutoco lo invitarono a ritornare al luogo di origine in compagnia di un servente di nome Tambochacay. Come Ayar Cache entrò nella grotta costui ne serrò l'entrata con un masso precludendogli l'uscita, conformemente alle istruzioni che aveva ricevuto. Per quanti sforzi facesse Ayar Cache non riuscì a liberarsi e non gli restò altro da fare che maledire il servo infedele che fu tramutato in pietra.
Proseguendo il loro cammino i restanti Ayar e le loro genti scorsero un giorno un arcobaleno che sembrava avere origine da una roccia detta Huanacauri. Stupiti dal fenomeno si recarono attorno al masso e Ayar Uchu volle sedersi sul macigno. Mal gliene incolse perché, a poco a poco, fu trasformato in pietra. Ebbe però il tempo di vaticinare ai suoi fratelli un grande avvenire e di chiedere che in, suo onore e in sua memoria, venisse istituita una cerimonia di iniziazione dei fanciulli inca al momento della pubertà.
Proseguendo le loro ricerche, i superstiti giunsero infine a Huanaypata ed ebbero la sorpresa di riscontrare che la verga d'oro sprofondava agevolmente nel terreno. Avevano finalmente trovato il sito del loro destino e si insediarono stabilmente nel nuovo territorio edificando per prima cosa un tempio che sarebbe, in seguito, diventato famoso con il nome di Coricancha.
Ayar Auca prese possesso del sito e, per meglio sancire il diritto di proprietà, si trasformò in pietra, stabilendo un rapporto di sacrale appartenenza di quelle terre ai fratelli restanti e alle loro genti.
L'insediamento nella nuova contrada non fu però pacifico e Manco e i suoi, dovettero confrontarsi con le tribù che li avevano preceduti, ma con l'aiuto soprattutto di Mama Huaco, espressione di un indomito spirito femminile, con particolari risvolti magico-guerrieri, ebbero ragione delle etnie ostili e fondarono quella città che sarebbe stata, più tardi, conosciuta con il nome di Cuzco.
Finita la fase di conquista, Manco e la sua sposa diedero origine a quelle istituzioni che avrebbero caratterizzato la civiltà inca. La città venne divisa in due metà e quella “di sopra”, Hanan, fu popolata dai seguaci di Manco, mentre quella “di sotto”, di nome Hurin fu appannaggio dei fedeli di Mama Ocllo. Un tempio sontuoso, il futuro Coricancha, venne edificato nella parte Hurin e quivi si installò il potere sacerdotale deputato alla celebrazione dei principali riti conservati fino alla fine dell'impero.
Finita la sua missione anche Manco, ormai chiamato Manco Capac, terminò la sua vita trasformato in pietra, mentre suo figlio Sinchi Roca, assunto il potere regale, dava inizio alla dinastia degli Inca.

## Principali varianti
La maggior parte delle relazioni di questo mito ancestrale non prevedono differenze sostanziali se si eccettuano i nomi dei protagonisti che sono stati, talvolta, scritti con leggere differenze.
Bernabé Cobo nella sua "Historia del Nuevo Mundo" fa cenno a diverse versioni che si differenziano, soprattutto, per le modalità della fine prematura dei tre fratelli di Manco, ma sostanzialmente conferma la versione di Sarmiento.
Juan de Betanzos ("Suma y narracion de los Incas") esamina brevemente il mito all'inizio della sua opera e concorda con Sarmiento, tranne che sulla fine di Ayar Auca che secondo lui sarebbe avvenuta per morte naturale.
Il padre Múrua nella sua "Historia general del Perù" narra la leggenda degli Ayar in modo conforme a quella di Sarmiento con l'unica differenza di attribuire le vicende di Ayar Cache ad Ayar Auca e viceversa.
Pedro Cieza de Léon esamina anch'egli il mito degli Ayar nella sua opera “El señorio de los Incas”.
Secondo questo autore i fratelli erano soltanto tre e Ayar Cache dopo essere stato imprigionato nella caverna di Pacaritambo sarebbe riapparso ai suoi uccisori dotato di ali colorate. Di fronte al loro stupore e al timore di una possibile vendetta li avrebbe tranquillizzati assicurando di essere stato inviato dal Sole per pronosticare loro un radioso destino. Per contro avrebbe domandato che in suo onore venisse istituito il rito di iniziazione dei giovani Inca. Successivamente, lui e Ayar Uchu si sarebbero trasformati in pietra diventando l'idolo di Huanacauri, la huaca maggiormente adorata nell'impero Inca.
Juan Santa Cruz Pachacuti è un cronista di origine indigena che riporta nella sua opera ("Relación de las antigüedades deste reino del Perú") il mito in questione. Il suo racconto appare meno articolato di quello di Sarmiento, tuttavia sostanzialmente ne ripercorre le tappe principali con l'eccezione di attribuire la fine di due dei fratelli alla huaca del villaggio di Sañuc contro cui avrebbe vanamente lottato lo stesso Manco.
Un'importante eccezione si ha invece nei resoconti resi da anziani indigeni, esperti di quipu in occasione della stesura delle "Informaciones a Vaca de castro". Secondo questi saggi, i fratelli Ayar non sarebbero stati creati da Viracocha, ma da Inti, il dio Sole che, con i suoi raggi, avrebbe fecondato la terra all'interno della mitica caverna.
Al riguardo Cristóbal de Molina offre una versione che potrebbe conciliare le opposte teorie. Secondo lui, Viracocha, dopo aver plasmato il Sole, la Luna e le Stelle, prima di dar inizio al movimento celeste avrebbe creato anche la generazione degli Inca, ovvero i fratelli Ayar. Questi sarebbero usciti dalla finestra di Tambutoco proprio mentre il Sole avrebbe cominciato a splendere nel cielo e per questo sarebbero stati identificati come i figli dell'astro luminoso.

## Significato dei nomi dei protagonisti
È interessante verificare quale fosse il significato, nella lingua quechua dei nomi dei vari fratelli.
Nel vocabolario seicentesco di Gonzales Holguin il nome di Ayar viene tradotto con “quinoa selvatica”; la quinoa è una pianta fondamentale per l'alimentazione andina.
Sempre nello stesso vocabolario Cachi corrisponde al sale e Uchu al peperoncino, il condimento piccante tipico di queste regioni. Auca invece significa guerriero o nemico.
Scorrendo il dizionario, ancora più antico, di Domingo de Santo Tomàs non troviamo una parola corrispondente ad Ayar, ma i termini Cachi, Uchu e Auca hanno lo stesso significato rilevato da Holguin.
Sembrerebbe che questi riferimenti portino a considerazioni di un mito di tipo silvestre o agricolo, tanto che molti hanno adombrato in questi eroi primordiali i fondatori di una civiltà agreste costituita tramite l'apporto di prodotti innovativi ed essenziali. Fa eccezione il termine Auca, ma essendo riferito al personaggio che avrebbe preso possesso del Cuzco, il suo nome risulta in carattere col personaggio in questione.
Altri, però, hanno rilevato che, in entrambi i vocabolari considerati, il termine Aya è riferito al corpo di un defunto ed ha pertanto relazione con gli antenati.
Resta da considerare che la voce "Manco" non trova spiegazione e deve essere considerata un nome proprio, anche se, con un po' di fantasia, potrebbe essere associata al nome Mango che identifica il frutto di una pianta commestibile attualmente estinta.